# فترة إمبرية مبكرة
| نطاق القمر الزمني | نطاق القمر الزمني | نطاق القمر الزمني |
| العصر             | الفترة            | مليون سنة مضت     |
| ----------------- | ----------------- | ----------------- |
| كوبرنيكية         | كوبرنيكية         | اليوم - 1100      |
| إراتوسثينية       | إراتوسثينية       | 1100 - 3200       |
| إمبرية            | متأخرة            | 3200 - 3800       |
| إمبرية            | مبكرة             | 3800 - 3850       |
| نكتارية           | نكتارية           | 3850 - 3920       |
| قبل نكتارية       | مجموعات الأحواض   | 3850 - 4150       |
| قبل نكتارية       | كريبتية           | 4150 - 4567       |

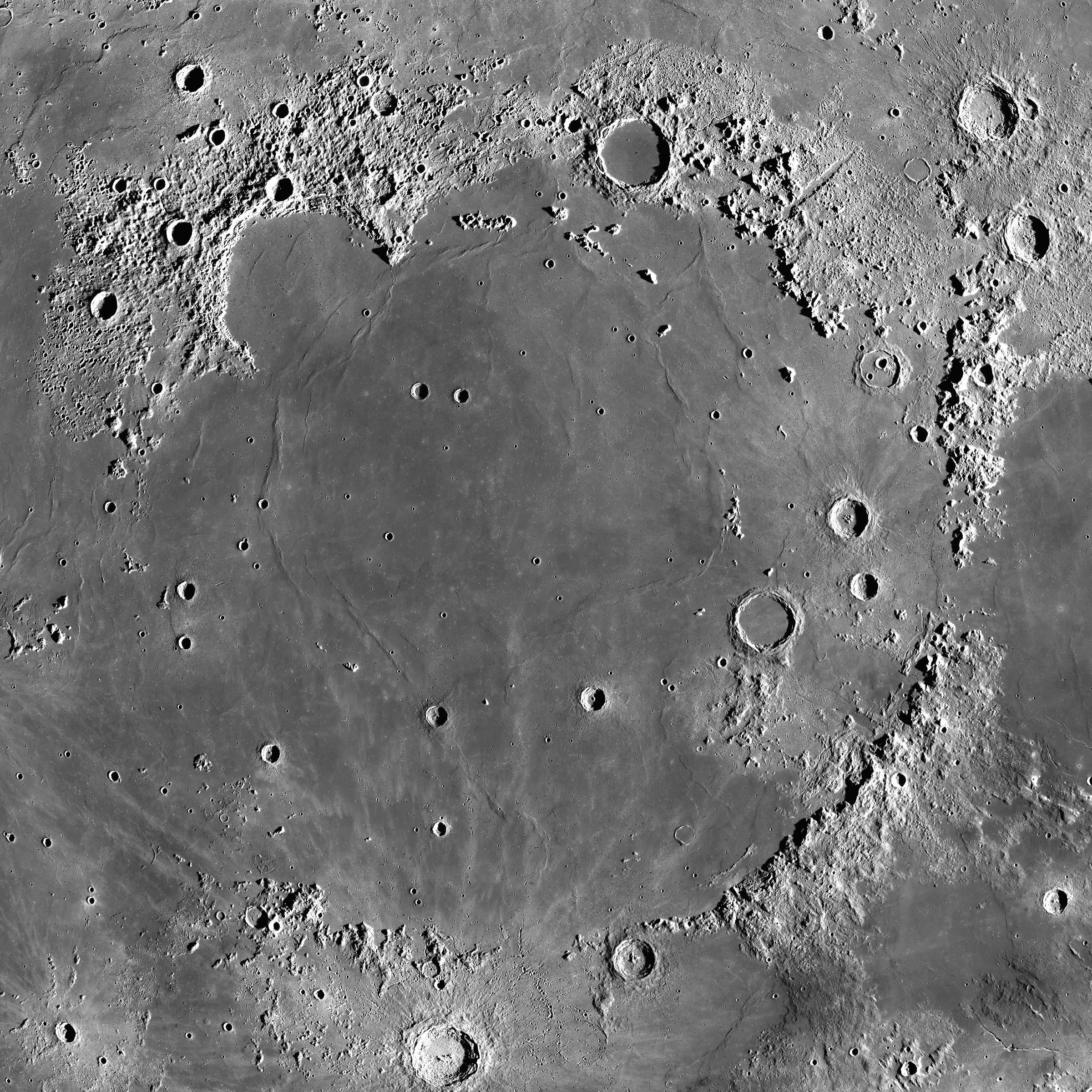

الأمبرية المبكرة (بالإنجليزية: Early Imbrian)‏ هي جزء من الخط الزمني الجيولوجي للقمر امتدت من فترة 3850 مليون سنة إلى 3800 مليون سنة ماضية. وتتداخل مع نهاية فترة القصف الشديد المتأخر في النظام الشمسي الداخلي. وفي بداية الفترة تشكلت فوهات ضخمة مثل بحر الأمطار. وتشكلت بحار آخرى في هذه الفترة (مثل بحر السكون وبحر الشدائد وبحر الخصوبة ومحيط العواصف). أمتلأت أحواض هذه الفوهات بالبازلت خلال الفترة الإمبرية المتأخرة اللاحقة. سبقت هذه الفترة الفترة النكتارية. لا يوجد أثار لامتداد هذه الفترة على الأرض.